# فدور دن هرتوخ
فدور دن هرتوخ (ایتالیایی: Fedor den Hertog; ۲۰ آوریل ۱۹۴۶ – ۱۲ فوریهٔ ۲۰۱۱) دوچرخه‌سوار اهل هلند بود.
وی در مسابقات کشوری و بین‌المللی در مجموع برندهٔ ۱ مدال طلا شده‌است.